# 蒂莫特乌
蒂莫特乌是巴西米纳斯吉拉斯州的一个市镇。总面积145.159平方公里，总人口76092人，人口密度524.2人/平方公里。